# Molophilus pallidipes
Molophilus pallidipes är en tvåvingeart som beskrevs av Alexander 1975. Molophilus pallidipes ingår i släktet Molophilus och familjen småharkrankar.
Artens utbredningsområde är Iran. Inga underarter finns listade i Catalogue of Life.